# Histoire de la construction navale en France
L'histoire de la construction navale en France, et des chantiers navals, est liée à celle de l'activité maritime française (commerce, guerres), qui s'est développée en lien avec la géographie du pays, qui possède une côte maritime parmi les plus longues d'Europe.